# Società per le Ferrovie del Ticino
La Società per le Ferrovie del Ticino (SFT) era un'azienda attiva nella costruzione ed esercizio di linee ferroviarie e tranviarie, che operò tra Lombardia e Piemonte tra la fine del XIX secolo e gli anni Trenta del XX secolo.

## Storia
La società fu costituita nel 1882 a Milano come nuova denominazione della Società delle ferrovie complementari, ed era controllata dalla Compagnie Belge-Italienne de chemins de fer, creata nello stesso anno dalla Société générale de Belgique insieme a gruppi italiani.
Nel 1882 la SFT presentò i progetti per una serie di linee tranviarie nel vercellese (per una lunghezza di 48 km) e nel pavese (per complessivi 120 km), realizzate tra il 1883 e il 1884, che costituirono insieme alla linea Novara-Vigevano (la cui gestione fu rilevata dalla SFT il 1º gennaio 1883) una fitta rete di collegamenti tra Piemonte e Lombardia. Sempre nel 1883 le attività della SFT si espandevano anche nel vogherese, con l'apertura della tranvia Voghera-Stradella, a cui si affiancò nel 1891 la Voghera-Rivanazzano, prolungata nel 1909 fino a Salice Terme.
Negli anni Ottanta del XIX secolo rilevò le linee della Société des Tramways et des Chemins de Fer economiques de la Haute Italie, società a capitale belga già controllata dalla SFT. Nel 1889 la SFT aveva in esercizio 249 km di linee tranviarie, contro i 156 km della CGTP e i 154 km della Tramways a Vapore Interprovinciali di Milano, Bergamo e Cremona (TIP) .
Il 30 maggio 1885 la SFT stipulava una convenzione con la provincia di Como con la quale la società rilevava dalla Società Anonima Ferrovie Provinciali Comasche le concessioni per le ferrovie Saronno-Malnate e Como-Varese-Laveno, cedute con convenzione del 3 luglio 1888 alle Ferrovie Nord Milano; con un'altra convenzione, il successivo 27 luglio, anche la tranvia Saronno-Fino-Como passava alle "Nord". Contestualmente la SFT assunse il controllo delle FNM, mantenendolo sino al 1907, anno in cui furono cedute alla Società per le Strade Ferrate del Mediterraneo. Nel 1909 fu ceduto alla SFB l'esercizio della ferrovia Santhià-Biella.
Con il passare degli anni le tranvie a vapore, mai ammodernate e alle prese con il calo dei traffici passeggeri e merci dovuto anche al diffondersi degli autoservizi, furono progressivamente chiuse: le prime a cessare, tra il 1929 e il 1931, furono le tranvie vogheresi, a cui seguirono tra il 1933 e il 1934 le linee tranviarie a cavallo tra Piemonte e Lombardia, mentre nel 1933 la Milano-Pavia e la Pavia-Sant'Angelo furono affidate alla gestione della Società Anonima del Tramway Milano-Magenta-Castano (MMC), esercente l'omonima linea, decretando così l'uscita di scena della SFT.

## Impianti eserciti

### Ferrovie
| Linea              | Assunzione esercizio SFT | Termine esercizio SFT | Regione   | Ulteriori annotazioni                                                          |
| ------------------ | ------------------------ | --------------------- | --------- | ------------------------------------------------------------------------------ |
| Santhià-Biella     | 1883                     | 1909                  | Piemonte  | Rilevata dalla SFAI, passata alla SFB                                          |
| Saronno-Malnate    | 1885                     | 1888                  | Lombardia | Rilevata dalla Società Anonima Ferrovie Provinciali Comasche, passata alle FNM |
| Como-Varese-Laveno | 1885                     | 1888                  | Lombardia | Passata alle FNM                                                               |

### Tranvie
| Linea                             | Assunzione esercizio SFT | Termine esercizio SFT | Regione            | Ulteriori annotazioni                                                                                      |
| --------------------------------- | ------------------------ | --------------------- | ------------------ | --- |
| Como-Fino-Saronno                 | 1881                     | 1888                  | Lombardia          | Rilevata dalla Società Anonima del Tramway Como-Fino-Saronno e Fino-S. Pietro Martire, passata alle FNM    |
| Milano-Pavia                      | anni 1880                | 1933                  | Lombardia          | Rilevata dalla Société des Tramways et des Chemins de Fer economiques de la Haute Italie, passata alla MMC |
| Voghera-Stradella                 | 1883                     | 1931                  | Lombardia          | Soppressa                                                                                                  |
| Pavia-Sant'Angelo Lodigiano       | anni 1880                | 1933                  | Lombardia          | Rilevata dalla Société des Tramways et des Chemins de Fer economiques de la Haute Italie, passata alla MMC |
| Vercelli-Biandrate-Fara           | 1884                     | 1933                  | Piemonte           | Soppressa                                                                                                  |
| Novara-Biandrate                  | 1884                     | 1933                  | Piemonte           | Soppressa                                                                                                  |
| Novara-Vigevano-Ottobiano         | 1883                     | 1934                  | Piemonte Lombardia | Rilevata dall'ing. Provasi; soppressa                                                                      |
| Mortara-Ottobiano-Pieve del Cairo | 1884                     | 1933                  | Lombardia          | Soppressa                                                                                                  |
| Vercelli-Casale                   | 1886                     | 1933                  | Piemonte           | Soppressa                                                                                                  |
| Voghera-Rivanazzano-Salice Terme  | 1891-1909                | 1929                  | Lombardia          | Soppressa                                                                                                  |

## Materiale rotabile

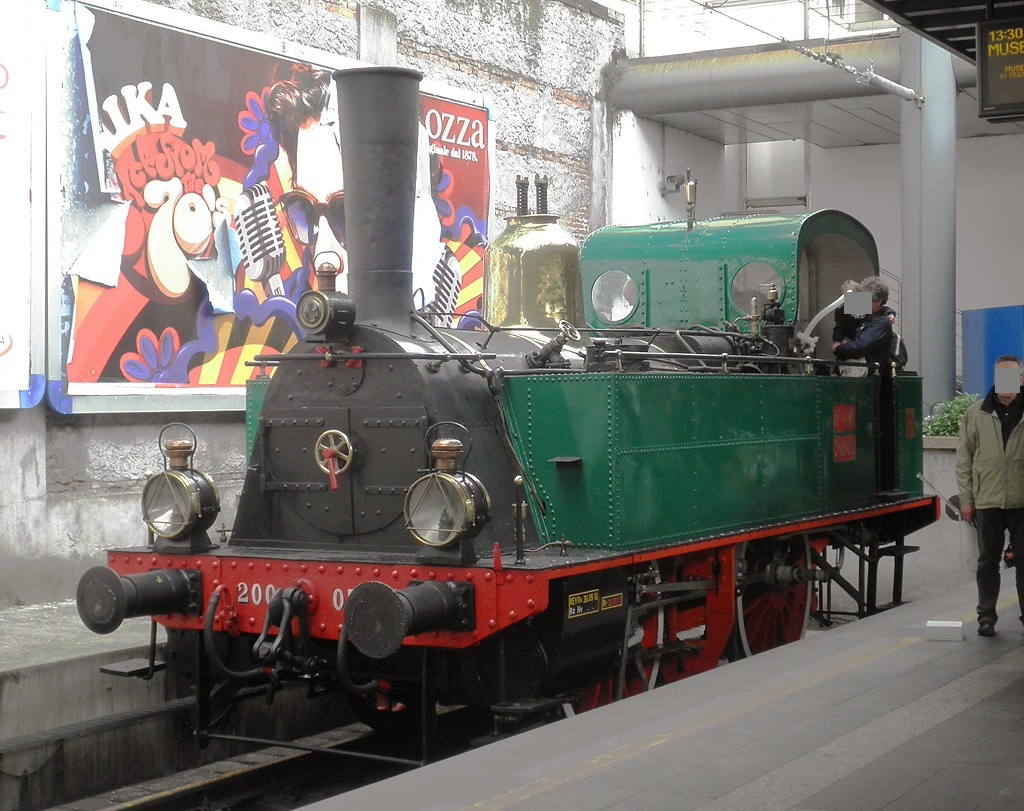
La locomotiva 200.05 delle FNM, già 205 della SFT

### Locomotive ferroviarie
| Unità   | Anno di costruzione | Costruttore | Rodiggio | Note                                                           |
| ------- | ------------------- | ----------- | -------- | -------------------------------------------------------------- |
| 200÷206 | 1883                | Couillet    | B        | Tutte passate alle FNM nel 1888                                |
| 300÷307 | 1884                | Couillet    | C        | Tre unità cedute alle FNM nel 1888, le altre alla SFB nel 1910 |

### Locomotive tranviarie
| Unità   | Anno di costruzione | Costruttore | Rodiggio | Note                                                                                  |
| ------- | ------------------- | ----------- | -------- | ------------------------------------------------------------------------------------- |
| 1÷5     | 1880                | Esslingen   | C        | Costruite per la Como-Fino-Saronno, alle FNM nel 1888                                 |
| 11÷12   | 1881                | Esslingen   | C        | Costruite per la Como-Fino-Saronno, alle FNM nel 1888                                 |
| 1÷10    | 1880                | Tubize      | B1       | Costruite per la Milano-Pavia                                                         |
| 30÷35   | 1881                | Henschel    | B        | Utilizzate sulla rete novarese, sulla Vercelli-Casale e sulla Milano-Pavia            |
| 50÷56   | 1883                | Henschel    | B        | Utilizzate sulla rete vogherese                                                       |
| 61÷69   | 1882                | Couillet    | B        | Utilizzate su tutte le linee tranne la Milano-Pavia                                   |
| 70÷79   | 1882                | Couillet    | B        | Utilizzate su tutte le linee tranne la Milano-Pavia                                   |
| 81÷82   | 1909                | St. Leonard | B        | Utilizzate sulla Milano-Pavia; 82 alla MMC nel 1933                                   |
| 100÷107 | 1882                | Couillet    | B        | Utilizzate sulla Milano-Pavia                                                         |
| 108÷110 | 1908                | St. Leonard | B        | Utilizzate sulla Milano-Pavia in sostituzione delle 1÷10; 108 e 110 alla MMC nel 1933 |
| 111     | 1912                | Tubize      | B        | Utilizzata sulla Milano-Pavia; alla MMC nel 1933                                      |